# ヤンギイェル
座標: 北緯40度16分 東経68度49分 / 北緯40.267度 東経68.817度
ヤンギイェル (ラテン文字:Yangiyer, Yangier、ウズベク語: Yangiyer / Янгиер、ロシア語: Янгиер)  はウズベキスタン・シルダリヤ州の都市である。州都グリスタンより南南東に約27kmの地点に位置する。1991年の人口は29,600人、2012年の人口は約38,000人である。еの表記から「ヤンギエル」と表記されることもある。

## 概要
1957年、約1万km2の広大な地域を占めるウズベキスタン東部のゴロドナヤ・ステップにおいて農業に向かない塩分の多い土地への灌漑を行うソビエト連邦の計画の一環として設立された。灌漑用水の不足から農地開発が進まずこの計画は頓挫した。
現在の街には建築資材工場 (комбинат стройматериалов)、パイプ工場 (гончарно-дренажный завод)、アスファルト工場 (асфальтобетонный) などの工場が林立している。

## 教育施設
ヤンギイェルにはタシュケントにある農業灌漑工学研究所 (Филиал Ташкентского Института Инженеров Ирригации и Механизации Сельского Хозяйства) の分校や土木工学の専科大学 (коммунально-строительный техникум) もある。

## 文化施設
街にはゴロドナヤ・ステップの灌漑について展示する専門の博物館 (Музей "Освоение Голодной Степи") がある。

## スポーツ
街のサッカークラブFKヤンギイェルがウズベク・リーグ2部に所属している。